# Mark Kristián Hochman
Mark Kristián Hochman (* 30. prosince 1994 Louny) je český divadelní a televizní herec.

## Životopis
Vystudoval činoherní herectví na JAMU.
Po absolvování nastoupil do brněnského HaDivadla, kde byl v angažmá v letech 2018 až 2022.
V roce 2020 byl nominován na Cenu divadelní kritiky v kategorii Talent roku.
Za roli Vojcka v inscenaci VOJCEK_jednorozměrný člověk skupiny Lachende Bestien získal Cenu divadelních novin v kategorii herecký výkon bez ohledu na žánr a Cenu divadelní kritiky v kategorii Mužský herecký výkon.
Jeho bratrancem je právník a politik Jakub Michálek, člen politické strany  Česká pirátská strana. Je rusko - českého původu (přes matku ruské národnosti a přes otce české národnosti). Vyrůstal v bilingvní (česko-rusko-německé) rodině. Má čtyři polorodé bratry přes otce a sestru přes matku. Jeho partnerkou je začínající slovenská herečka Nikola Moravčíková.  
V roce 2022 ztvárnil němčináře Aleše Doubravu v televizní minisérii Jana Hřebejka Pozadí událostí.

## Divadlo
Od absolutoria JAMU hostoval v různých divadlech v Brně, Praze i Olomouci. Od sezóny 2024/2025 je členem souboru Švandova divadla a hostuje v Národním divadle. 

### Divadelní role
- Jako lvi aneb Sestup a vzestup pana B. (Lachende Bestien)
- Gazda a roba, role: Mánek, autorka: (Gabriela Preissová) - (Švandovo divadlo)
- Štyrský/Toyen/Heisler, role: Heisler, autorka: Martina Kinská - (Švandovo divadlo)
- Anna Karenina role: Vronskij - (Švandovo divadlo)
- 2025 Privatizace, role: podnikatel, manažer - (Národní divadlo)
- 2025 LásKKKa! - (Švandovo divadlo)

## Filmografie
| Rok  | Název                                    | Role           | Poznámky                                   |
| ---- | ---------------------------------------- | -------------- | ------------------------------------------ |
| 2017 | Das Luther-Tribunal – Zehn Tage im April | student        | televizní film                             |
| 2019 | Lotte am Bauhaus                         | SA-Guy         | televizní film                             |
| 2019 | Nuly a jedničky                          | Albert         | televizní pořad                            |
| 2021 | Hlava Medúzy                             | Jindřich Bárta | televizní seriál, díl: Vykročení do života |
| 2021 | Polda                                    | Jiří Malík ml. | televizní seriál, díl: Zlatý důl           |
| 2021 | Specialisté                              | Tonda Jaroš    | televizní seriál, díl: Štístko             |
| 2021 | Alenka v říši GIFů                       |                | televizní pořad                            |
| 2022 | Pozadí událostí                          | Aleš Doubrava  | televizní minisérie                        |
| 2022 | Šéfka                                    |                | televizní seriál, díl: Pravda              |
| 2022 | Na západní frontě klid                   | pobočník       |                                            |
| 2022 | Bandité pro Baladu                       | Holaho         |                                            |
| 2022 | Spálený v mé hlavě                       | Zdeněk Ždímal  | televizní film                             |
| 2022 | Nadhoz                                   | kluk           | studentský film                            |
| 2023 | Dobré ráno, Brno!                        | Luki           | televizní seriál, vedlejší role            |
| 2023 | Zlatá labuť                              | číšník Jakub   | televizní seriál                           |
| 2023 | Klíč svatého Petra                       | Vilém          | televizní film, štědrovečerní pohádka      |
| 2024 | Smysl pro tumor                          | Vojtěch        | televizní seriál                           |
| 2024 | Kamarádi                                 | Lukáš Beran    | televizní seriál                           |